# Tiélé
Tiélé est une localité et une commune du Mali de l'arrondissement de Baguinéda, dans le Cercle de Kati et la région de Koulikoro.

## Villages
La commune s'étend sur 13 localités relevées lors du recensement général de 2009. 
Les villages les plus peuplés sont :
- Tiélé (3 419 habitants)
- Kolimba (3 043 habitants)
- Kombo (2 534 habitants)

En 2023, la loi 2023-007 attribue à la commune 13 villages, fractions ou quartiers  :
- Tiélé
- Kolimba
- Kombo
- Daratomo
- Dégué
- Konatella
- Sicoro
- Diéna I
- Diéna II
- Gouani
- Dialakoro
- Bougoula
- Bobola